# Nakszongde állomás
Nakszongde (Nakseongdae) állomás a szöuli metró 2-es vonalának állomása; Szöul Kvanak-ku (Gwanak-gu) kerületében található. A nevének jelentése „ahová csillag hullott”, és a közeli Nakszongde (Nakseongdae) parkról kapta, ahol a legenda szerint Kang Gamcshan (Gang Gam-chan) Korjo (Goryeo)-kori tábornok született.

## Viszonylatok
| 2-es vonal                                    | 2-es vonal | 2-es vonal                                                              |
| --------------------------------------------- | ---------- | ----------------------------------------------------------------------- |
| Szadang (Sadang) (külső oldal) Városháza felé | fő vonal   | Szöuli Nemzeti Egyetem (belső oldal) Cshungdzsongno (Chungjeongno) felé |